# Haute-Silésie (région historique)
Pour les articles homonymes, voir Haute-Silésie.
La Haute-Silésie (en polonais : Górny Śląsk, Gōrny Ślōnsk en silésien polonais ; en allemand : Oberschlesien ; Oberschläsing en silésien allemand ; en tchèque : Horní Slezsko) est la partie sud-est de la région géographique et historique de Silésie, située principalement en Pologne (dans la voïvodie d'Opole et la voïvodie de Silésie). La partie ouest de l'ancienne Silésie autrichienne, la Silésie tchèque, appartient à la Tchéquie (au sein de la région de Moravie-Silésie).
La ville d'Opole est la capitale traditionnelle de la Haute-Silésie. La vaste région urbaine de Katowice, la principale région industrielle de Pologne, s'étend dans la partie orientale.

## Géographie

La Basse-Silésie et la Haute-Silésie après la première division au XIIe siècle.

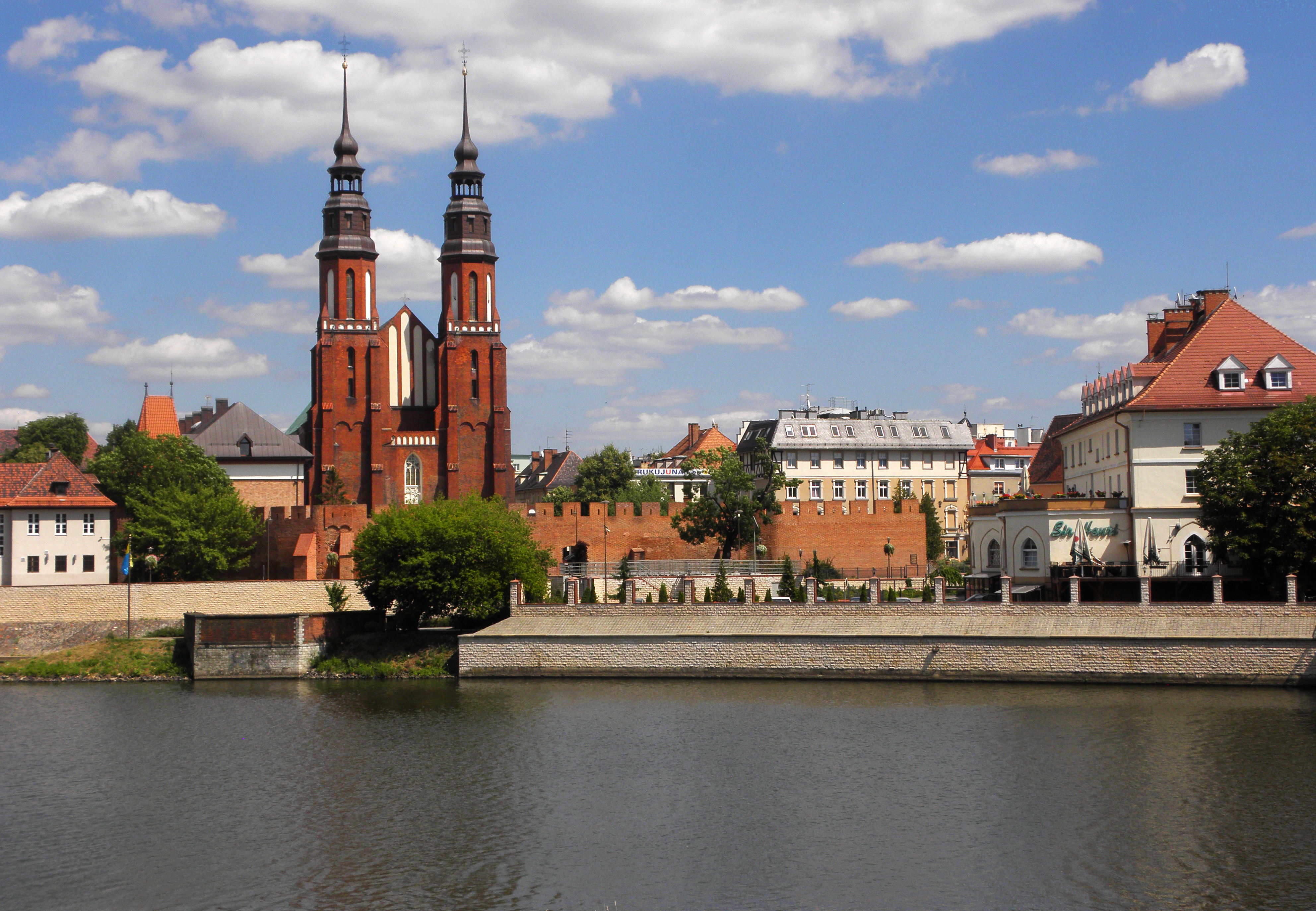
La ville d'Opole sur l'Oder.

La séparation entre la Haute-Silésie et la Basse-Silésie vient de la fragmentation du duché de Silésie sous le règne des Piast vers la fin du Moyen Âge. La limite entre les deux régions n'est pas nette, elle se dessinait environ entre les résidences d'Opole et de Brzeg. La Haute-Silésie est entourée de la Grande-Pologne au nord et de la Petite-Pologne à l'est. Au sud, elle borde la Moravie.
Les fleuves les plus importants sont le cours supérieur de la Vistule ainsi que l'Oder avec ses affluents, l'Olza, la Mała Panew, la Nysa Kłodzka, l'Opava et la Kłodnica. Le point le plus haut de la région est le sommet du Praděd, de 1 491 m d'altitude, dans le massif du Hrubý Jeseník en Tchéquie. Outre Opole, Katowice, Gliwice, Zabrze, Bytom, Ruda Śląska, Rybnik, Tychy, et Chorzów sont les villes les plus importantes.

## Histoire

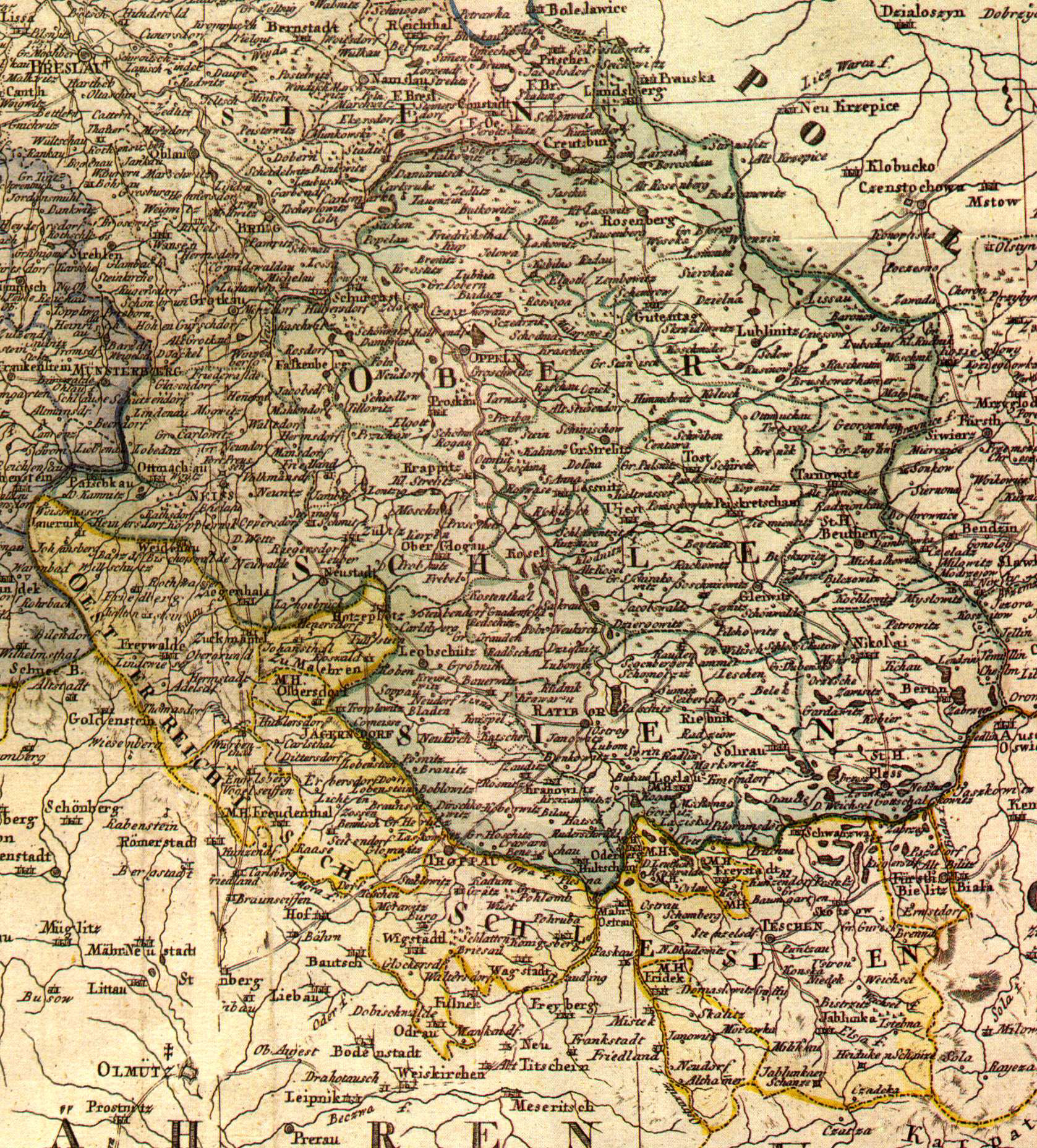
Carte de la Haute-Silésie prussienne (en vert) et la Silésie autrichienne (en jaune), 1818.

Au haut Moyen-Âge, la région était sous l'influence de la Grande-Moravie ; après sa disparition vers 907, les domaines de la Haute-Silésie font l'objet de litiges entre le royaume de Pologne sous la maison Piast et les Přemyslides régnant sur le duché de Bohême au sud. En 1137, par l'entremise de l'empereur Lothaire III, les deux parties ont conclu un traité de paix : à partir de là, la limite entre la Bohême et la Silésie s'étendait au nord du pays de Kladsko (Glatz) le long de la crête des Sudètes.
En 1335, les duchés de Silésie devenaient vassaux de la couronne de Bohême, alors propriété de la maison de Luxembourg au sein du Saint-Empire. Après la mort de Louis II Jagellon en 1526, ils échurent au roi Ferdinand Ier et à la monarchie de Habsbourg. Pendant les guerres de Silésie, en 1742, la majeure partie de la région est annexée par le royaume de Prusse et fut incorporée dans la Silésie prussienne en 1815, soit l'Empire allemand à partir de 1871. Seule une petite partie, la Silésie autrichienne, restait sous le règne des Habsbourg.
Pendant des siècles, la région était bilingue polonais et allemand. Après la Première Guerre mondiale, le traité de Versailles confirme la renaissance de la Pologne ; les conflits ethniques ont amené les insurrections de Silésie de 1919 à 1921 et un plébiscite au terme duquel la majorité de la région industrielle et l'Est de l'ancien duché de Teschen devinrent la voïvodie de Silésie bénéficiant d'un statut particulier au sein de la Deuxième République polonaise. L'Ouest de Teschen avec la région de Hlučín passa à la République tchécoslovaque. Après la fin de la Seconde Guerre mondiale, l'ancienne Silésie prussienne à l'est de la ligne Oder-Neisse revient en totalité à la Pologne.

## Villes de la Haute-Silésie historique

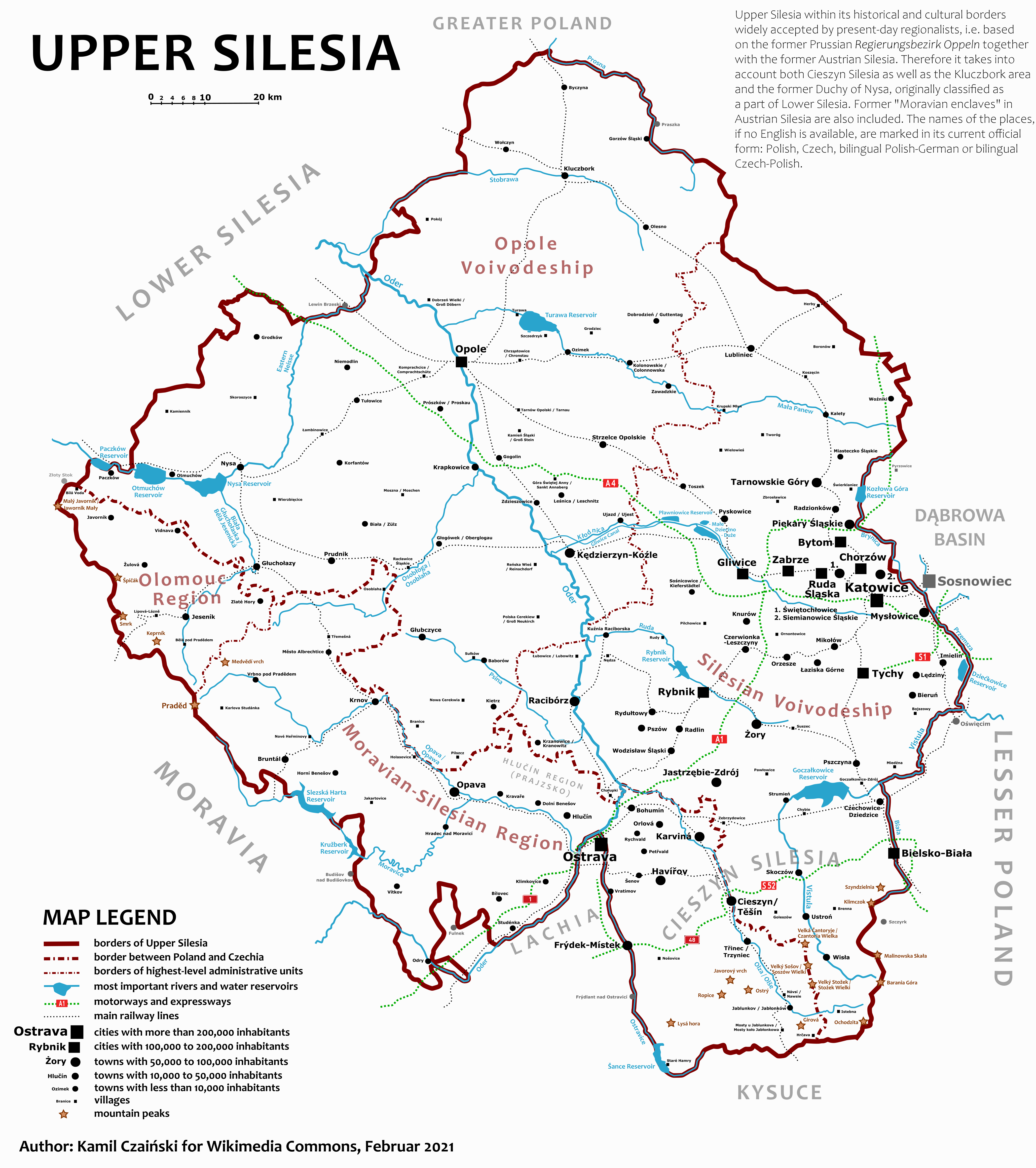
Carte contemporaine de la Haute-Silésie (en anglais)

Liste des villes de plus de 20 000 habitants :
- Bielitz-Biala (Bielsko-Biała) (Pologne)
- Beuthen (Bythom) (Pologne)
- Chorzów (Pologne)
- Teschen (Pologne)
- Český Těšín (Tchéquie)
- Czechowice-Dziedzice (Pologne)
- Czerwionka-Leszczyny (Pologne)
- Frýdek-Místek (Tchéquie)
- Gliwice (Pologne)
- Havířov (Tchéquie)
- Jastrzębie Zdrój (Pologne)
- Karviná (Tchéquie)
- Katowice (Pologne)
- Kędzierzyn-Koźle (Pologne)
- Kluczbork (Pologne)
- Jägerndorff (Krnov) (Tchéquie)
- Lubliniec (Pologne)
- Łaziska Górne (Pologne)
- Mikołów (Pologne)
- Mysłowice (Pologne)
- Nysa (Pologne)
- Troppau (Opava) (Tchéquie)
- Opole (Pologne)
- Orlová (Tchéquie)
- Orzesze (Pologne)
- Ostrava (Tchéquie)
- Piekary Śląskie (Pologne)
- Prudnik (Pologne)
- Pszczyna (Pologne)
- Racibórz (Pologne)
- Ruda Śląska (Pologne)
- Rybnik (Pologne)
- Rydułtowy (Pologne)
- Siemianowice Śląskie (Pologne)
- Świętochłowice (Pologne)
- Tarnowskie Góry (Pologne)
- Tychy (Pologne)
- Wodzisław Śląski (Pologne)
- Zabrze (Pologne)
- Żory (Pologne)

## Galerie

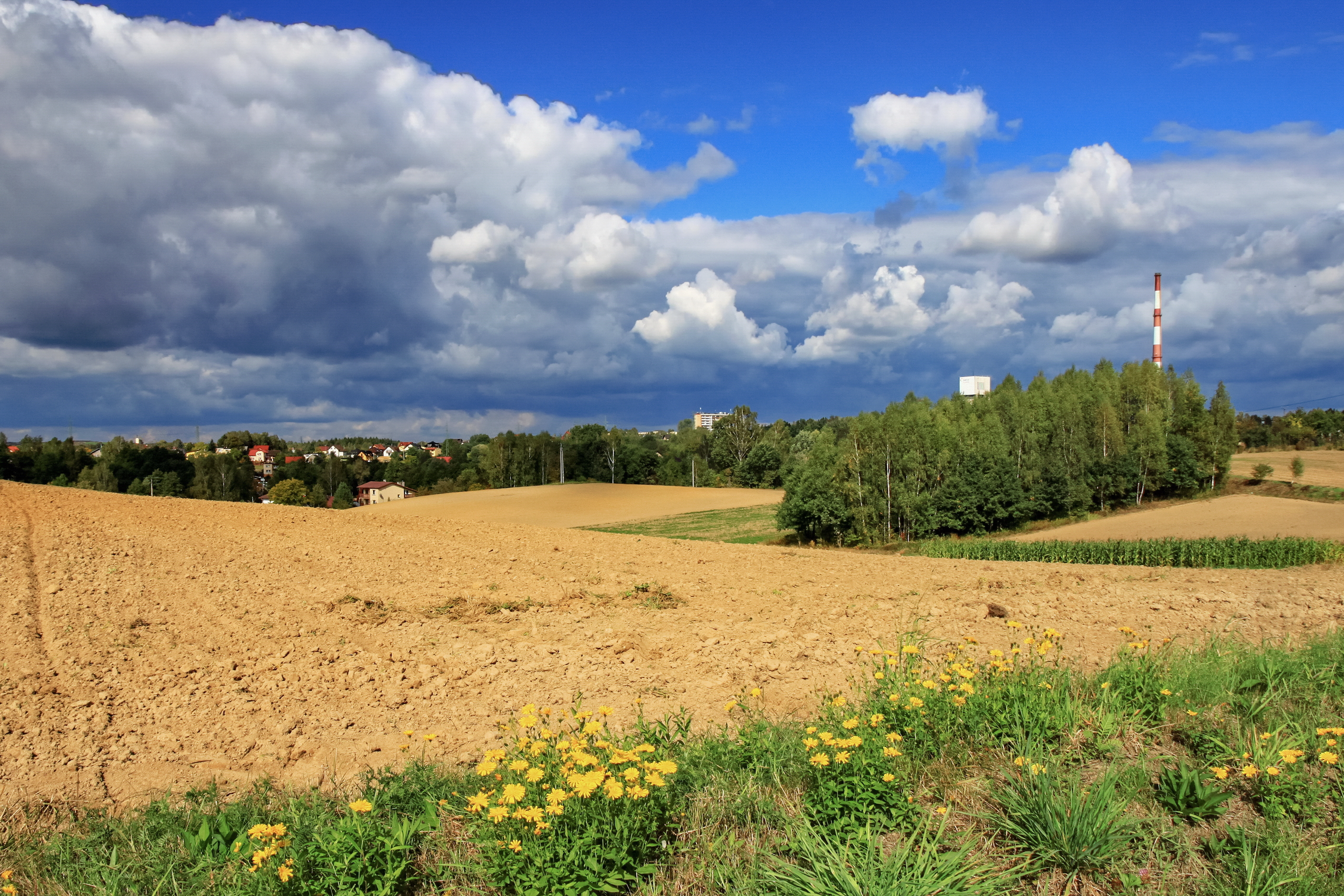
Jastrzębie Zdrój
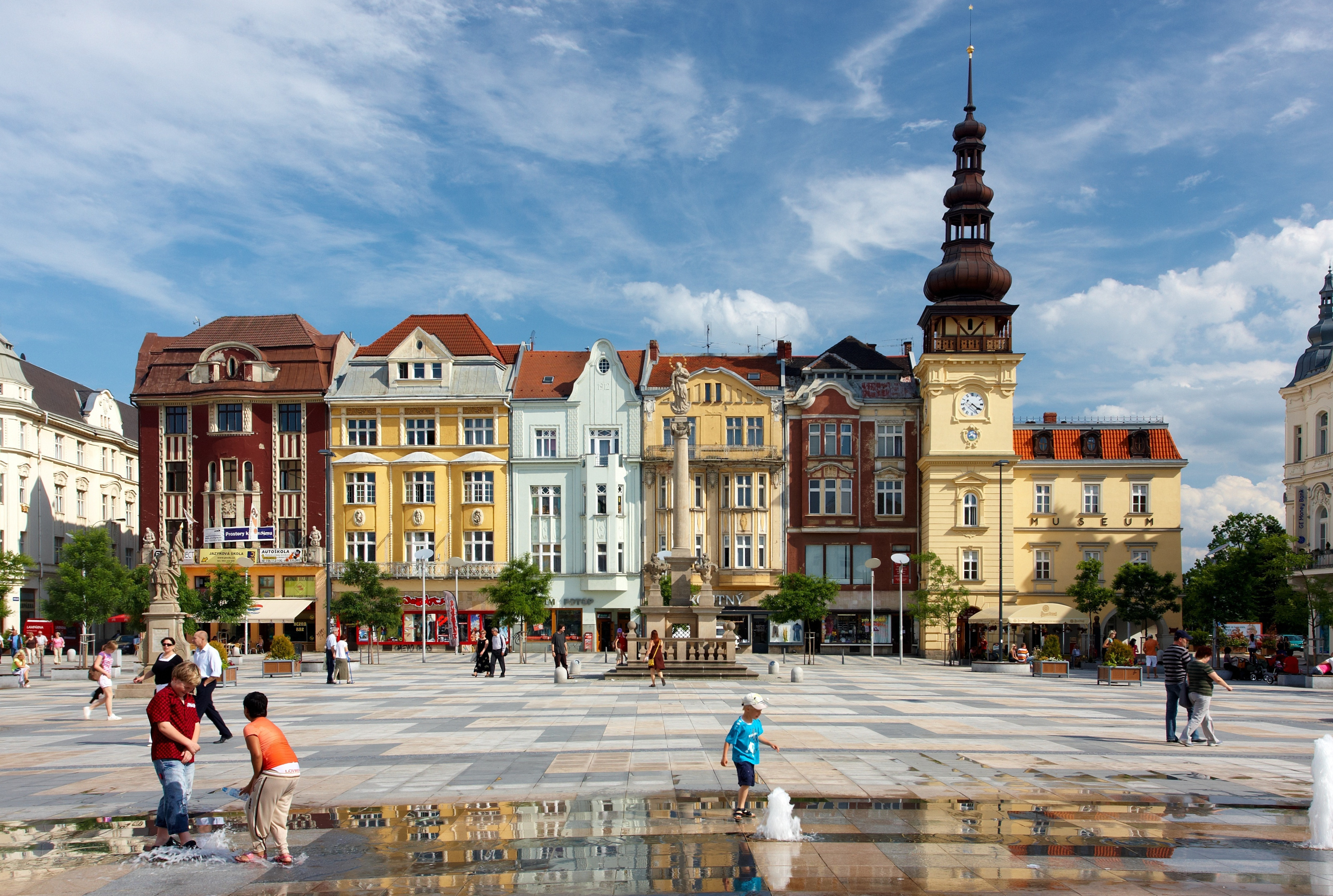
Ostrava
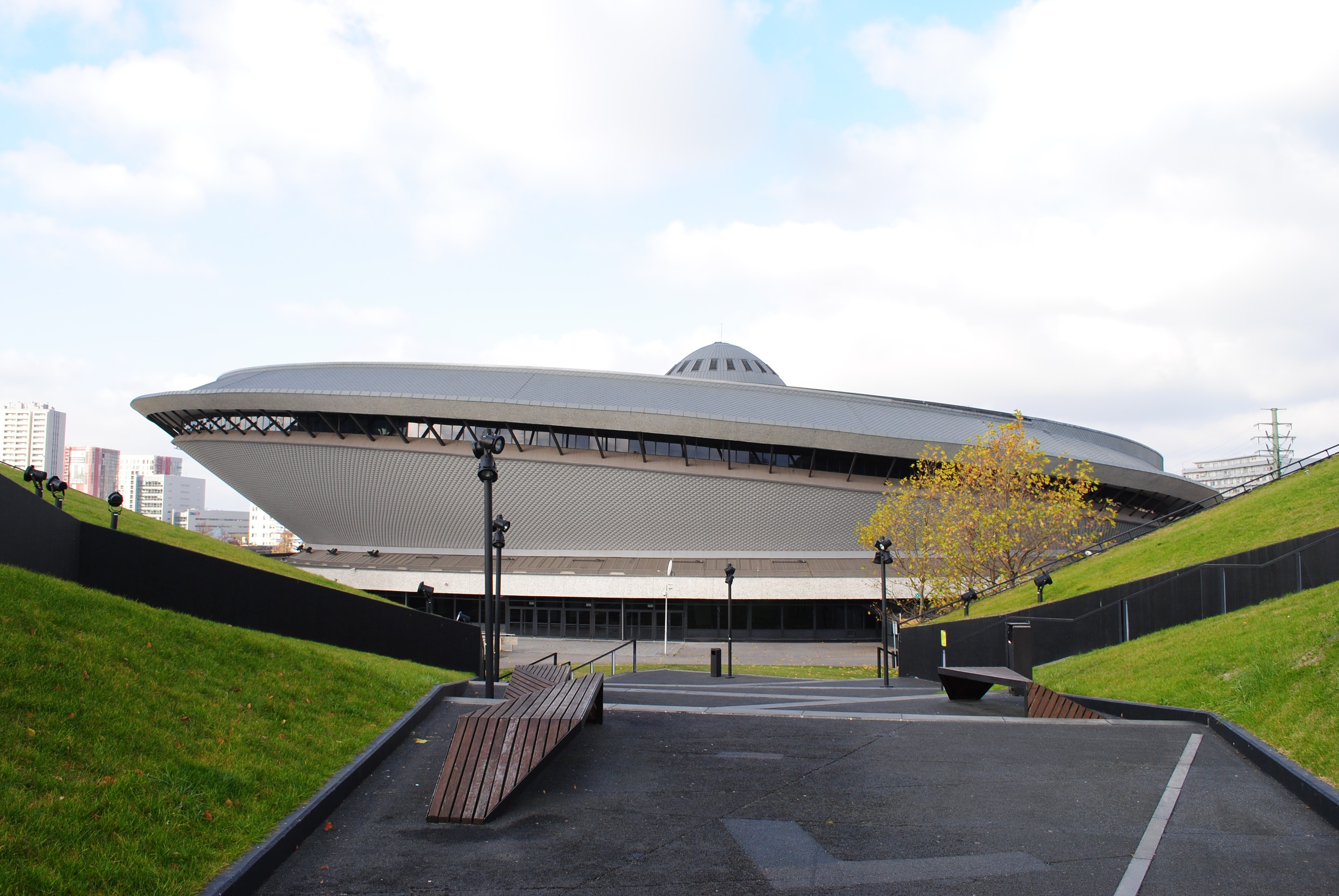
Katowice
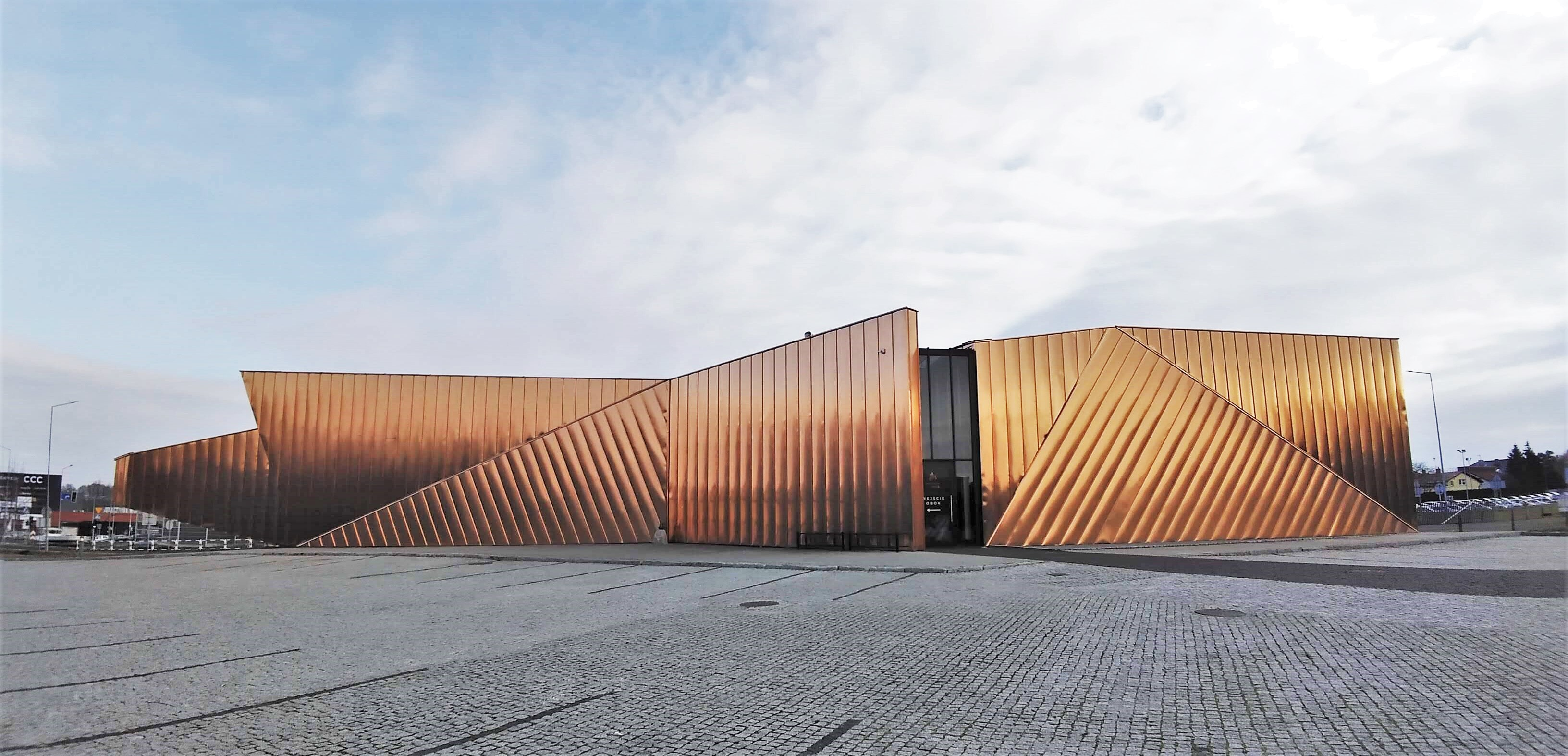
Żory